# Olympische Sommerspiele 1948/Teilnehmer (Südafrikanische Union)
| Gelbes Symbol für Goldmedaillen mit stilisierten Olympischen Ringen | Graues Symbol für Silbermedaillen mit stilisierten Olympischen Ringen | Braundes Symbol für Bronzemedaillen mit stilisierten Olympischen Ringen |
| ------------------------------------------------------------------- | --------------------------------------------------------------------- | ----------------------------------------------------------------------- |
| 2                                                                   | 1                                                                     | 1                                                                       |

Die Südafrikanische Union nahm an den Olympischen Sommerspielen 1948 in London mit einer Delegation von 35 Athleten (34 Männer und eine Frau) an 34 Wettkämpfen in zehn Sportarten teil.
Die südafrikanischen Athleten gewannen zwei Goldmedaillen sowie je eine Silber- und eine Bronzemedaille. Olympiasieger wurden die Boxer Gerald Dreyer im Leichtgewicht und George Hunter im Halbschwergewicht. Auch die beiden übrigen Medaillen sicherten sich Boxer: Silber gewann Dennis Shepherd im Federgewicht und Bronze John Arthur im Schwergewicht. Ernst van Heerden erhielt im Wettbewerb „Lyrische Werke“ bei den Kunstwettbewerben, die nicht für den Medaillenspiegel der Spiele berücksichtigt wurden, die Silbermedaille.

## Teilnehmer nach Sportarten

### Boxen
- Des Williams
Fliegengewicht: im Achtelfinale ausgeschieden

- Vic Toweel
Bantamgewicht: in der 1. Runde ausgeschieden

- Dennis Shepherd
Federgewicht: Silber

- Gerald Dreyer
Leichtgewicht: Gold

- Douglas du Preez
Weltergewicht: 4. Platz

- Ken La Grange
Mittelgewicht: in der 1. Runde ausgeschieden

- George Hunter
Halbschwergewicht: Gold

- John Arthur
Schwergewicht: Bronze

### Gewichtheben
- Issy Bloomberg
Mittelgewicht: 14. Platz

- Piet Taljaard
Schwergewicht: 8. Platz

### Kunstwettbewerbe
- George Pilkington
- Walter Battiss
- Ernst van Heerden
Lyrische Werke: Silber

### Leichtathletik
Männer
- Abram van Heerden
100 m: im Vorlauf ausgeschieden
200 m: im Halbfinale ausgeschieden

- Denis Shore
200 m: im Halbfinale ausgeschieden
400 m: im Halbfinale ausgeschieden

- Johannes Coleman
Marathon: 4. Platz

- Syd Luyt
Marathon: 6. Platz

- Kallie Reyneke
10.000 m Gehen: im Vorlauf ausgeschieden

Frauen
- Daphne Hasenjager
100 m: im Halbfinale ausgeschieden
200 m: 6. Platz

### Radsport
- Dirk Binneman
Straßenrennen: Rennen nicht beendet
Mannschaftswertung: Rennen nicht beendet

- George Estman
Straßenrennen: Rennen nicht beendet
Mannschaftswertung: Rennen nicht beendet

- Walter Rivers
Straßenrennen: Rennen nicht beendet
Mannschaftswertung: Rennen nicht beendet

### Ringen
- Anthony Ries
Leichtgewicht, Freistil: in der 3. Runde ausgeschieden

- Calie Reitz
Mittelgewicht, Freistil: 4. Platz

- Patrick Morton
Halbschwergewicht, Freistil: 6. Platz

### Rudern
- Ian Stephen
Einer: im Halbfinale ausgeschieden

- Edgar Ramsay
Vierer ohne Steuermann: im Halbfinale ausgeschieden

- Austin Ikin
Vierer ohne Steuermann: im Halbfinale ausgeschieden

- Desmond Mayberry
Vierer ohne Steuermann: im Halbfinale ausgeschieden

- Claude Kietzman
Vierer ohne Steuermann: im Halbfinale ausgeschieden

### Schwimmen
Männer
- Donald Johnston
400 m Freistil: im Halbfinale ausgeschieden
1500 m Freistil: im Vorlauf ausgeschieden

- Jackie Wiid
100 m Rücken: 6. Platz

- Desmond Cohen
200 m Brust: im Vorlauf ausgeschieden

### Segeln
- Herbert McWilliams
Firefly: 20. Platz

### Wasserspringen
Männer
- Geoff Mandy
10 m Turmspringen: 21. Platz